# Pisanoa chilensis
Pisanoa chilensis là một loài Rêu trong họ Jungermanniaceae. Loài này được Hässel de Menéndez mô tả khoa học đầu tiên năm 1988.